# Teresa Cabarrús
Teresa Cabarrús (Carabanchel Alto, Madrid, Espanya, 31 de juliol de 1773 - castell de Chimay, Bèlgica, 15 de gener de 1835) fou una dama de l'alta aristocràcia espanyola casada amb un revolucionari francès.

## Joventut i educació
Teresa Cabarrús i Gelabert de Tallien, era filla del comte de Cabarrús, ministre de Carles IV d'Espanya i fundador del Banco de San Carlos. Teresa fou educada curosament, i amb el seu natural deseiximent i notable precocitat ben aviat adquirí una vasta i sòlida instrucció; a part del castellà, parlava correctament el francès, l'italià i el llatí, tocava l'arpa i no li eren desconegudes cap de les arts, com la pintura i d'altres, tant a la moda en aquell temps.
Des de molt jove, tot el món admirava la bellesa de Teresa; els joves de l'aristocràcia fixaven la seva atenció en ella; entre aquests n'hi havia un, el príncep de Lutenay, que captivà Teresa, i ell no podia ser el seu espòs perquè tenia concertat el seu casament amb la filla de l'ambaixador de França a Madrid i per casar-se amb aquesta havia vingut de França. Aquesta contrariada passió ferí profundament el cor de Teresa, que segurament hagués triomfat sobre la seva rival, si Cabarrús no hagués emprat tota la seva autoritat de pare per complaure les famílies de Lutenay i de l'ambaixador, que veien fracassat el projecte d'enllaç dels seus fills.
Francisco Cabarrús envià Teresa, acompanyada dels seus germans i un preceptor sacerdot, a París perquè acabessin la seva educació. A París, s'instal·laren en una mansió del barri d'Anjou, en la casa de la vídua d'un amic del seu pare, Madame de Boisgeloup, que els va rebre com a fills. Poc temps després, Cabarrús comprà un hotel a la plaça de les Victòries i passava temporades amb els seus fills; però, Teresa no se separava de Madame de Boisgeloup; semblava que el seu esdevenidor s'hauria de decidir en aquesta mansió i, efectivament, a casa de la marquesa de Boisgeloup, durant unes festes d'hivern, Teresa conegué el que més tard seria el primer marit, Jean Jacob Devin de Fontenay, marquès de Fontenay, conseller del Parlament. El 2 de febrer de 1788 se signà el contracte de matrimoni, i el 21 del mateix mes es casaren a París en l'església de Sant Eustaqui.

## Conquesta París
La marquesa de Fontenay, per la seva gentilesa i distinció, pel seu talent i gràcia, es feu simpàtica a tots els que la tractaven, i especialment a la societat més distingida, en què ocupava el seu marit un lloc preeminent. Els salons de Madame de Fontenay foren durant algun temps el centre de reunió de les persones més importants en política, en literatura, en posició social i en arts, i la mestressa de la casa era l'encant de tothom. En aquell temps bullia, amenaçador, el volcà revolucionari, i Teresa s'apassionà per les noves idees; en els seus salons, rebia els aristòcrates més avançats: Lambert, Honoré Gabriel Riqueti, Chanfort, Vergniaud i d'altres; s'inscrigué en la Societat d'Amics de la Constitució, i la seva actitud fou favorable a la Revolució Francesa.
Començaren el 1791 les discòrdies entre el matrimoni Fontenay; raó d'aquestes discòrdies foren les noves idees de Teresa, que no eren certament les del seu marit, i les qualitats d'aquest, que era un llibertí, faldiller i jugador, i arribà a l'extrem, segons afirmació de Forneron, de portar al seu domicili una amant, disgust que feu impossible la vida matrimonial, i de comú acord sol·licitaren el divorci, i el matrimoni restà dissolt per acta del 5 d'abril de 1793. Fontenay marxà cap a Martinica, de la qual tornà poc temps després, i morí el 1817. Lliure Teresa, i disgustada profundament pel caràcter tràgic de la revolució, no volgué estar-se a París i s'establí a Bordeus. Allà, trobà un antic amic que havia freqüentat els salons de Fontenay, i molt aliena estava que el jove distingit i elegant, prudent i correcte per tot extrem, que conegué a París, se li presentaria a Bordeus amb el caràcter de delegat executor dels manaments de la sanguinària Comissió de Seguretat General.

## Retrobament amb Tallien
Aquest jove era Jean-Lambert Tallien, el qual, envaït per la febre revolucionària, desenvolupava la seva feina amb un zel implacable, que tenia espantada tota la població de Bordeus, la qual veia aterrada les execucions d'éssers tant desgraciats com innocents. Tallien, veient Teresa lliure, no amagà la passió que aquella li havia inspirat, i posà molt d'esforç per fer-se estimar. Només hi havia un mitjà per a aconseguir-ho: calia que Tallien no complís l'horrible missió que se li havia confiat. Teresa, portada pel seu bon cor, pels seus nobles i generosos sentiments, arrancà moltes víctimes del botxí. 
| « | <Bordeus, diu un escriptor francès, no oblidarà mai de la formosa i compassiva senyora els seus esforços en pro de la humanitat en la luctuosa època en què la proscripció s'estenia per tota França i ningú ja veia en el departament de la Gironda segures les seves hisendes i la seva vida.> | » |

Cada matí, Teresa donava audiència a tots aquells que tenien necessitat dels seus bons oficis vers Tallien; acollia tothom amb gran amabilitat i procurava que no fossin víctimes de la guillotina.

## La fúria de Tallien
Res ni ningú calmava Tallien més que Teresa, i tant poderosament influí aquesta sobre aquell, que per la seva flaquesa en el compliment dels seus deures revolucionaris es feu sospitós en la Comissió de Seguretat Pública i fou cridat a París, i Teresa, denunciada com a responsable que a Bordeus no es vessés tota la sang que exigia la salut de la República, fou reduïda a presó per ordre de Robespierre. Borlanger i Lavallet la detingueren i la portaren a presència d'un Comitè revolucionari, que la tingué sobre la banqueta un dia sencer, menjant davant d'ella, sense donar-li ni beguda ni menjar. Després, la portaren a la recerca d'un calabós, i quan travessaren la plaça de la República, on la guillotina hi estava de forma permanent, l'obligaren a treure el cap per la finestra del furgó, dient-li:
| « | D'aquí a tres dies tu estaràs en persona ací. | » |

Fou portada a dotze presons diferents i, per fi, tancada en la Force. Aquesta presó, destinada als assassins, era una de les pitjors de París. Els murs pudien a una humitat constant; els sacs de palla sobre els quals dormien estaven podrits i el sòl era un complet fangar. A la seva arribada, Teresa havia estat despullada dels vestits davant de vuit homes, i de les robes que la despullaren només li tornaren la camisa amb un vestit de basta tela. Va estar vint-i-cinc dies sense permetre-li sortir del calabós. Tallien, tanmateix, li afirmava que guardava la seva vida, que lluitava per ella i que l'arrancaria del perill. El 7 de Thermidor escriu Tallien una carta amb la cèlebre frase:
| « | Em diuen que d'un moment a altre vaig a la guillotina. Moro per pertànyer a un covard. | » |

Carta que no tan sols la va salvar, sinó que fou tal vegada la que decidí el destí del cèlebre revolucionari.

Tot estava preparat per donar la batalla a Robespierre, i fou Teresa la causa de la deposició, presó i mort del tirà, que produí la ruïna d'aquest i la revolució del 9 Thermidor, any II. L'endemà escrivia orgullosa Teresa: 
| « | És el 9 Thermidor el més bell dia de la meva vida, ja que una mica per la meva petita mà la guillotina ha estat enderrocada. | » |

Lliure ja, Teresa, i després d'haver passat per tan immens perill, i en agraïment, no pot menys d'accedir a les vives ànsies del seu alliberador, i es casà amb Tallien el 26 de desembre de 1794. Madame Tallien obrí els seus salons la mateixa nit del seu casament, i les seves reunions ben aviat es feren cèlebres, perquè hi acudien els personatges més importants d'aquella època. Les nobles accions de Teresa en l'agut període del Terror la feren popularíssima per tota França; consolava i socorria pròdigament els desgraciats, i mai se la veié indiferent a l'infortuni aliè.
Tornat de Londres i Egipte, Tallien, on havia anat acompanyant Napoleó, trobà Teresa decidida a demanar el divorci, que li fou concedit poc de temps després (8 d'abril de 1802). D'aquest matrimoni nasqueren quatre fills: Thermidor Rosa Teresa, més tard comtessa de Narbona Polet; Clementina Isaura Teresa, senyora de Devause; Juli Adolf Eduard, i Clara Gabriela Teresa, senyora de Brunetière; els tres últims no foren inscrits més que amb el nom de Cabarrús, que era el de la seva mare; però, per reclamació, el Tribunal de primera instància del Sena decidí, per sentència del 27 de novembre de 1835, que cadascuna de les actes de naixement fos rectificada i substituí el nom de Tallien pel de Cabarrús.

## Casament amb la noblesa
Posseïa en tal grau el do de simpatia que, malgrat les circumstàncies ben conegudes de la seva vida i haver estat dues vegades casada i divorciada, un home de gran posició i de rància noblesa, el comte de Caraman, sol·licità la seva mà, i s'efectuà el matrimoni el 1805. El comte, que poc de temps després fou príncep de Chimay, tingué l'habilitat suficient per fer-li amable la vida de la llar i de la família. Teresa fou molt bona esposa i mare amantíssima.
| « | <Res m'importa del seu passat -escrivia el príncep a un amic-; avui és una esposa exemplar i una mare afectuosa, que honra la llar de la que és mestressa i senyora, com ho és per exemple del meu cor.> | » |

Els seus mateixos enemics hagueren de reconèixer que fou empara dels perseguits, consol de víctimes i alliberadora de no pocs que sense la seva pietosa intervenció haguessin estat guillotinats.
El 1835, trenta anys després del seu matrimoni amb el príncep, moria Teresa Cabarrús en el seu palau de Chimay, envoltada dels seus fills, plorada per tots i deixant un nom respectat i beneït.